# 颱風荷貝 (1979年)
颱風荷貝（英語：Typhoon Hope，國際編號：7909，台灣編號：7908，中國大陸編號：7908，聯合颱風警報中心：09W，菲律賓大氣地球物理和天文服務管理局：Ising）。荷貝是紀錄上少有同時影響兩個大洋的熱帶氣旋。荷貝於1979年7月27日（UTC）在關島西南，約東經145度上形成，經過吕宋海峡進入南海前一度達至超級颱風強度。荷貝在台灣及菲律賓皆有造成損失，橫越南海後在廣東深圳登陸，是上世紀70年代吹襲香港最強的颱風之一。之後荷貝進入中國大陸，並且在廣西減弱成一熱帶低氣壓。但荷貝並未像大多數的颱風在登陸後迅速消散，其殘餘部份繼續向西移動，為中南半島北部帶來大雨，穿越越南、寮國、緬甸、孟加拉後再進入海面，在孟加拉灣近恆河口淺岸處再次增強為一氣旋風暴（熱帶風暴）。荷貝於1979年8月7日在印度加爾各答再次登陸，最終於8月8日在東經85度附近的印度北部消散，距離其源地足有六分之一個地球。是戰後及上世紀70年代侵襲香港及華南沿岸最強的颱風之一。

## 發展過程

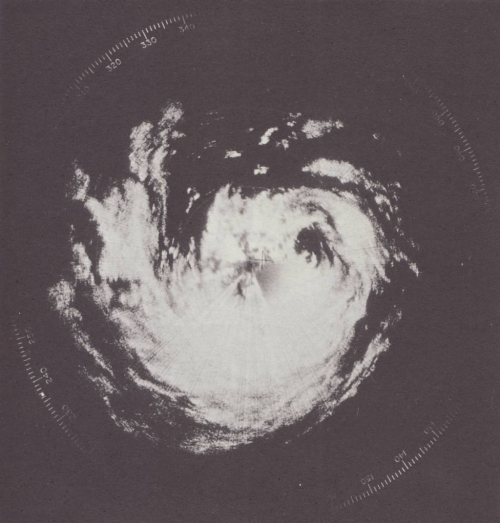
賀璞登陸中國廣東省的一刻的雷達影像

1979年7月25日，關島西南出現一熱帶擾動。美軍氣象偵察機進行偵察後，在當天中午（世界時）將其升格為熱帶低氣壓。之後荷貝曾一度減弱，
7月28日，再次增強至熱帶低氣壓強度。
7月29日，另一次偵察得出荷貝中心氣壓為972百帕，持續風力達每小時約130公里，中央密閉雲區直徑約220公里。當天中午（世界時）荷貝被升格為颱風。之後荷貝移動速度逐漸加快。
7月30日，荷貝開始以每小時26公里的速度向西北移動，並且迅速增強。
7月31日早上7時半（香港時間），荷貝的中心氣壓降至926百帕，持續風力每小時約157公里。中央密閉雲區直徑約330公里，環流直徑約1110公里。至當日下午2時（世界時06:00），其中心風速達每小時213公里（即115海里），即達至薩菲爾-辛普森颶風等級之「四級颶風」強度。6小時後的另一次氣象偵察得出荷貝的中心持續風力為約每小時240公里（130海里），美國聯合颱風警報中心遂將荷貝升格為超級颱風等級。同時荷貝的中央密閉雲區縮減至只有直徑約280公里，環流約740公里。估計當時荷貝中心的陣風可能達每小時約295公里。
8月1日下午（當地時間），荷貝經過台灣以及呂宋之間的巴士海峽，其風力並稍為減弱。荷貝在台灣恆春半島以南80公里掠過，當地測得持續風力每小時74公里，陣風每小時159公里。菲律賓的巴丹群島距離荷貝中心只有28公里，造成當地至少2人死亡。
進入南中國海後荷貝轉向西北偏西移動，並且進一步加快至每小時33公里。8月2日早上，荷貝的中央密閉雲區直徑縮小至185公里，中央氣壓則升至920百帕。其中心持續風速估計仍為每小時約205公里左右。隨後荷貝的移動速度再加快至每小時52公里，其後在深圳登陸，並以時速31公里的速度由東向西橫越香港新界南部，然後在珠江口西岸再登陸，以每小時約40公里的速度橫過廣東南部，在廣東的37個縣造成災情，100人死亡，50,000間房屋受損。
之後荷貝在廣西減弱成一熱帶低氣壓，其殘餘部份穿越越南、寮國、緬甸、孟加拉，進入孟加拉灣後再次增強為熱帶風暴，最終在印度北部完全消散。

## 影響

### 臺灣
當地發布之颱風警報：海上陸上颱風警報
| 彭佳嶼 · 25.7 m/s板橋 · －鞍部 · －竹子湖 · －淡水 · －基隆 · 12.3 m/s臺北 · 12.2 m/s新屋 · －新竹 · 12.8 m/s宜蘭 · 10.3 m/s蘇澳 · －花蓮 · 9.3 m/s成功（新港） · 16.3 m/s臺東 · 10.8 m/s大武 · 17.7 m/s蘭嶼 · 46.1 m/s臺中 · 5.5 m/s梧棲 · 13.5 m/s日月潭 · －阿里山 · －嘉義 · 6.2 m/s玉山 · －臺南 · 11.5 m/s高雄 · 16 m/s恆春 · 20.6 m/s澎湖 · 17.5 m/s東吉島 · －金門 · －馬祖 · － 中華民國交通部中央氣象署署屬氣象測站測得最大持續風力。圖例： · 無數據 · 測得5級風或以下 · 測得6至7級風 · 測得8至9級風 · 測得10至11級風 · 測得12至15級風 | 彭佳嶼 · 36 m/s板橋 · －鞍部 · －竹子湖 · －淡水 · －基隆 · 26.6 m/s臺北 · 23.3 m/s新屋 · －新竹 · 22.6 m/s宜蘭 · 13.6 m/s蘇澳 · －花蓮 · 17.2 m/s成功（新港） · 30.1 m/s臺東 · 25.5 m/s大武 · 27.1 m/s蘭嶼 · 56 m/s臺中 · 10.9 m/s梧棲 · 20.6 m/s日月潭 · －阿里山 · －嘉義 · 7.2 m/s玉山 · －臺南 · 24.7 m/s高雄 · 26.8 m/s恆春 · 43.3 m/s澎湖 · 28.4 m/s東吉島 · －金門 · －馬祖 · － 中華民國交通部中央氣象署署屬氣象測站測得最大陣風。圖例： · 無數據 · 測得5級風或以下 · 測得6至7級風 · 測得8至9級風 · 測得10至11級風 · 測得12至15級風 · 測得16級風或以上 |

臺灣東部及中南部地區皆有出現強陣風及淹水，有房屋、農作物受損。總計造成一人死亡。

### 英屬香港
- 當地懸掛之最高熱帶氣旋警告信號： 十號颶風信號
- 最接近當地時間：1979年8月2日下午2時45分[3]
- 最接近當地位置：皇家香港天文台總部之西北偏北10公里（掠過香港境內）

天文台在8月1日下午3時30分懸掛一號戒備信號，當時荷貝集結在香港之東南偏東約780公里，當時普遍吹和緩西至西北風。隨着香港開始風勢清勁，天文台在同日晚上10時正改掛三號強風信號。翌日清晨5時左右轉吹偏北風，天文台於早上7時正改掛八號東北烈風或暴風信號，警告烈風迫近。由於受地形屏障，香港大部份地區風力較弱。
隨着開始轉吹西北風，天文台於早上11時正改掛八號西北烈風或暴風信號取代八號東北信號。風勢在隨後來一小時迅速增強至接近烈風程度，大老山及長洲分別錄得每小時135及109公里的陣風。隨着轉吹西至西北風，大部份地方都感受到颱風的威力，天文台在下午12時35分改掛九號烈風或暴風風力增強信號。天文台於下午1時正改掛十號颶風信號，當時荷貝集結於香港以東約60公里。風力急劇增強，隨後一小時達颶風程度。天星碼頭、天文台、橫欄島及大老山分別錄得每小時167、174、196及194公里的陣風。
荷貝在下午1時30分橫過大鵬半島，並在2時10分登陸西貢半島，經過沙田，並在2時45分最接近天文台總部，位於天文台總部西北偏北約10公里。隨後風眼經過荃灣、深井及屯門，並橫過珠江口。
位於風暴中心以南的地區，下午風向轉為西南，再轉為偏南。赤鱲角、橫欄島及長洲分別錄得每小時206、189及185公里的陣風。海平面氣壓在風眼過後迅速回升。風力隨即下降至颶風程度以下，天文台在下午4時45分改掛八號東南烈風或暴風信號取代十號信號。隨後數小時繼續吹南至東南烈風。當荷貝遠離香港時，天文台在晚上8時05分改掛三號強風信號取代八號東南烈風或暴風信號。晚間仍然普遍吹強風，風勢在8月3日早上緩和。三號信號在清晨5時30分除下，當時荷貝集結在香港以西約500公里。
8月1日香港天晴炎熱，天文台錄得最高氣溫32.1度。翌日早上轉為多雲，開始有微雨。當荷貝橫過新界時，中午時份有猛烈狂風驟雨，雨勢較大。狂風大驟雨一直持續至晚上7時左右，晚間雨勢減弱並較不頻密。翌日仍然多雲，間中有大驟雨。
在荷貝襲港之中，12人死亡，260人受傷，800人無家可歸。荷貝中心風力強勁，維多利亞港內多數地方俱錄得颶風，港內船隻嚴重損失，18艘遠洋船在海上碰撞，9艘在颶風中扯斷錨鏈在海中漂浮，2艘擱淺。 其中1艘10,000噸的希臘貨船撞向尖沙咀天星碼頭後在九龍公眾碼頭擱淺。超過100艘小艇沉沒，200艘受損。5條維多利亞港內的海底電纜被船隻拖行的錨鏈損壞，19,000條電話線失靈。油麻地危險品倉庫內的270罐氰化物被大浪捲入海中。新界及香港皆有停電。新界農作物損失嚴重，約75%的農作物受損，亦令來往深水埗至上環（威利麻街）的渡輪因上環威利麻街碼頭被摧毀而永久取消。

### 葡屬澳門
當地懸掛之最高熱帶氣旋信號： 十號風球
最接近當地距離：澳門氣象台總部北約40公里
最高持續風速：每小時71公里（達到烈風程度） 
最高陣風：每小時129公里（達到颱風程度，即颶風） 
瞬間最低氣壓：964.9百帕斯卡
澳門氣象台在8月1日下午6時懸掛一號風球，在2日凌晨0時45分改懸三號風球，更在同日10時45分改懸八號東北風球，在懸掛八號風球約2小時後宣布改發九號風球，是颱風嘉曼吹襲後，5年裡第二次發出九號風球，在下午1時45分懸掛九號風球，不到兩小時後，氣象台在下午3時15分緊急改懸十號風球，預告颱風風力到來。氣象台在晚上6時45分改懸八號東南風球，預告荷貝的段落，之後更在同日晚上10時45分改懸三號風球，隨機在8月3日凌晨1時取消所有風球。澳門當天錄得最高持續風速為每小時71公里，陣風每小時129公里，瞬間最低氣壓964.9百帕斯卡，算是一個不達標的風球。

### 中國大陸

#### 深圳
在荷貝吹襲深圳期間，造成2人死亡，47人受傷，2333間房屋倒塌，25772間房屋損毀，8286畝農田受浸，2艘船沉沒，100艘船損毀。全深圳市停電停水，交通受阻，估計經濟損失2000多萬元人民幣。

## 熱帶氣旋警告使用紀錄

### 英屬香港
| 皇家香港天文台 熱帶氣旋警告信號 | 皇家香港天文台 熱帶氣旋警告信號 | 皇家香港天文台 熱帶氣旋警告信號 |
| ------------------------------- | ------------------------------- | ------------------------------- |
| 上一熱帶氣旋                    | 九號烈風或暴風風力增強信號      | 下一熱帶氣旋                    |
| 颱風愛茜                        | 九號烈風或暴風風力增強信號      | 颱風愛倫                        |
| 颱風愛茜                        | 十號颶風信號                    | 颱風愛倫                        |

### 葡屬澳門
| 澳門氣象台 熱帶氣旋信號 | 澳門氣象台 熱帶氣旋信號 | 澳門氣象台 熱帶氣旋信號 |
| ----------------------- | ----------------------- | ----------------------- |
| 上一熱帶氣旋            | 一號風球                | 下一熱帶氣旋            |
| 颱風伊蘭                | 一號風球                | 熱帶風暴喬治亞          |
| 颱風伊蘭                | 三號風球                | 強烈熱帶風暴麥克        |
| 颱風伊蘭                | 八號東北風球            | 強烈熱帶風暴麥克        |
| 颱風露比                | 八號西南風球            | 強烈熱帶風暴麥克        |
| 颱風愛茜                | 九號風球                | 颱風愛倫                |
| 颱風露比                | 十號風球                | 颱風愛倫                |

## 註解
1. 1 2  香港天文台當時的名稱。
2. 1 2  皇家香港天文台在當時是使用節 (英文: Knots)來顯示風速。這裡顯示的風速是由節轉換成公里。
3. 1 2  風速描述術語以香港天文台風力準則為準。

## 外部連結
- 侵台颱風資料庫：1979年賀璞 （页面存档备份，存于）
- 防災颱風資料庫：1979年賀璞 （页面存档备份，存于）
- 香港天文台：颱風荷貝(英文)
- 美國聯合颱風警告中心：1979年報告（英文）
- 歷年天災的回顧 （页面存档备份，存于），香港天文台

, Unisys Track Data